# Roland Béguelin

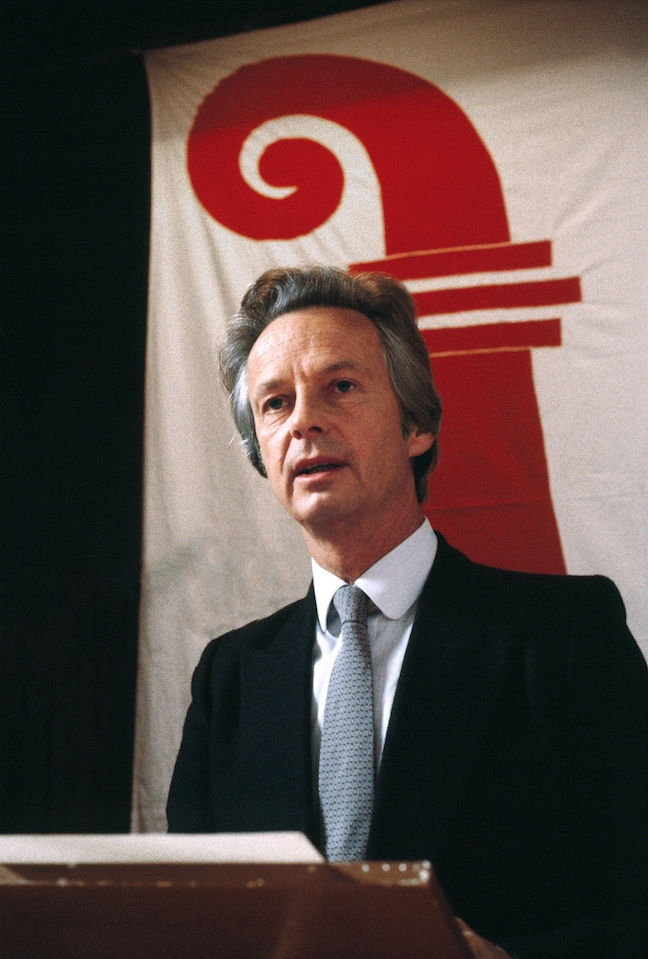
Roland Béguelin (1980)

Roland Béguelin (* 12. November 1921 in Tramelan-Dessus; † 13. September 1993 in Delémont) war ein Schweizer Dichter, Schriftsteller, Journalist, Herausgeber und Politiker (SP). Als Mitbegründer des Mouvement séparatiste jurassien im Jahr 1947, Generalsekretär der Nachfolgeorganisation Rassemblement jurassien von 1953 bis 1991 und Chefredaktor der Wochenzeitung Le Jura libre gehörte er zu den Hauptakteuren der Separatisten in der Jurafrage. Jahrzehntelang setzte er sich mit grossem Einsatz für die Loslösung der französischsprachigen Region Jura vom Kanton Bern ein. Dieses Ziel konnte er jedoch nur zum Teil erreichen, da in den Juraplebisziten der Jahre 1974 und 1975 schliesslich nur die drei Bezirke Delémont, Franches-Montagnes und Porrentruy im Norden des Gebiets sich für die Zugehörigkeit zum neuen Kanton Jura aussprachen. Béguelin war daraufhin Vizepräsident der verfassunggebenden Versammlung und prägte wesentlich die Kantonsverfassung, die 1979 in Kraft trat. Danach war er bis 1990 Abgeordneter des jurassischen Parlaments.

## Biografie

### Studium und Beruf
Roland Béguelin war der einzige Sohn des Uhrmachers Léon Béguelin und der Sekretärin Denise Jobin. Von 1927 bis 1937 absolvierte er seine Schulausbildung an der Primar- und Sekundarschule in Tramelan. Während seines Militärdienstes war er Buchhalter des Feldarmeekorps 1. Er setzte seine Ausbildung an der Handelsschule in Saint-Imier fort, wo er 1941 ein Handelsdiplom erhielt. 1942 schloss er die Handelshochschule in Neuchâtel mit der Matura ab. Anschliessend studierte er bis 1945 an der Universität Neuchâtel und machte dort sein Lizenziat in Wirtschaftswissenschaften.
Ebenfalls ab 1945 war er als Gemeindeschreiber von Tramelan-Dessus tätig, ebenso trat er den Sozialdemokraten bei. Nachdem die Gemeindebehörden der benachbarten, überwiegend von Mennoniten bewohnten Gemeinde Mont-Tramelan das Deutsche als Amtssprache einführen wollten, gab es Überlegungen, dies auch in Tramelan-Dessus zu tun. Béguelin protestierte und prangerte einen Versuch der Germanisierung des Jura an. Er begann seinen politischen Kampf mit der Veröffentlichung des Textes Comment on germanise le Jura («Wie man den Jura germanisiert)». Seine ersten journalistischen Schritte machte er in verschiedenen Zeitschriften, darunter Journal du Jura, Le Démocrate und Curieux. In einem Artikel der SP-Zeitung Le Progrès schrieb er, dass die Gemeindebehörden des Berner Jura von Kandidaten mit Deutschschweizer Namen «zu reinigen seien»; ihm wurde deswegen später noch lange Hass auf Deutschschweizer vorgeworfen.
Béguelin hegte eine Leidenschaft für Lyrik und Prosa. Er nahm 1946 Kontakt zu Laurent Boillat und Roland Stähli auf, um die sechs Jahre zuvor eingestellte Zeitschrift Revue Transjurane wieder ins Leben zu rufen. Diese veröffentlichte Gedichte, Essays und Romane lokaler Autoren. Sie legte Wert auf eine avantgardistische Literatur, die sich an eine intellektuelle Elite richtete. Finanzielle Probleme und Auseinandersetzungen mit Stähli, der in der Jurafrage eine entgegengesetzte Haltung einnahm, führten 1950 zur Einstellung. Béguelin engagierte sich in zahlreichen literarischen und kulturellen Vereinigungen, unter anderem war er Vizepräsident der Sektion Delémont der Société jurassienne d’émulation.

### Einsatz für den Kanton Jura
Im Zuge der Moeckli-Affäre gründeten Roland Béguelin, Daniel Charpilloz und Roger Schaffter am 30. November 1947 in Moutier die jurassische Separatistenbewegung Mouvement séparatiste jurassien (MSJ). Sie setzte sich die Unabhängigkeit des französischsprachigen Teils des Juras vom Kanton Bern und die Schaffung eines neuen Kantons innerhalb der Eidgenossenschaft zum Ziel. Béguelin und Schaffter gründeten am 6. Februar 1948 in Moutier zusammen mit Roger Chatelain den genossenschaftlich organisierten Verlag Le Jura libre, der die gleichnamige Propagandazeitung herausgab. Béguelin war ab dem 22. September 1950 deren Chefredaktor. Obwohl der Kanton Bern in den frühen 1950er Jahren Französisch als Amtssprache der jurassischen Bezirke, die Existenz eines «jurassischen Volkes» und die Garantie von zwei Sitzen in der Kantonsregierung anerkannte, hielt der MSJ diese Reformen für unzureichend. Béguelin konnte durchsetzen, dass der MSJ sich am 9. September 1951 in Rassemblement jurassien (RJ) umbenannte, um zu zeigen, dass es sich um eine unpolitische und nichtreligiöse Vereinigung handelt. Anfang 1952 zog Béguelin nach Delémont um und war am 1. Februar Direktor und Eigentümer der Boéchat S.A. Diese Druckerei, die bereits seit 1948 für den Druck von Le Jura libre zuständig gewesen war, nutzte er für den Druck seiner übrigen Publikationen. Seine Ideen verbreitete er insbesondere im Buch Le réveil du peuple jurassien.
Ab dem 19. April 1953 war Béguelin Generalsekretär des Rassemblement jurassien. Von nun an nutzte er sein Amt, um seine Positionen gegen die Berner Kantonsregierung effektiver zu verbreiten. Am 1. September 1957 beschloss das Rassemblement jurassien auf seine Anregung hin die Lancierung der kantonalen Volksinitiative «im Hinblick auf die Organisation einer Volksbefragung im Jura über das Problem der Autonomie». Die Initiative kam am 5. Juli 1959 zur kantonalen Volksabstimmung. Im gesamten Kanton Bern betrug der Anteil der Ja-Stimmen bei tiefer Stimmbeteiligung lediglich 11 %. In den jurassischen Bezirken betrug der Anteil der Ja-Stimmen immerhin 48 %. Trotz der Niederlage gab Béguelin nicht auf. Im Gegenteil, er steigerte seinen Kampfgeist und sah sich selbst als den grossen Reformer der separatistischen Bewegung. Gemeinsam mit anderen Führungspersönlichkeiten des Rassemblement jurassien führte er eine Umstrukturierung durch. Sie beschlossen, mehr Demonstrationen und Aktionen zu organisieren und setzten entschieden auf die Jugend.
Béguelin engagierte sich auch in Vereinigungen, die sich für die Pflege der französischen Sprache einsetzten. Zusammen mit Schaffter gründete er 1958 die Éditions de la Bibliothèque jurassienne, deren Ziel die Verbreitung der jurassischen Kultur und Geschichte war. Im Jahr darauf gründete er die Vereinigung Mouvement romand. 1960 gehörte er zu den Gründungsmitgliedern der Groupe romand, die ab 1962 in der Association européenne de l’ethnie française vertreten war. Sein Engagement sowie seine separatistischen und pro-frankophonen Positionen waren dem Vorstand der Sozialdemokratischen Partei des Kantons Bern unangenehm. Am 15. Februar 1961 beschloss er den Parteiausschluss Béguelins, der im Januar 1962 wirksam werden sollte. Doch die SP-Sektion Delémont setzte den Beschluss nie um.
Um das Jura-Problem im Rest des Landes bekannt zu machen, forcierte Béguelin am 9. Dezember 1961 die Gründung der Association suisse des Amis du Jura Libre («Schweizer Vereinigung der Freunde des freien Jura»). Diese umfasste nichtjurassische Mitglieder vor allem aus der Genferseeregion und hatte zum Ziel, Honoratioren und Intellektuelle der Romandie durch Vorträge und Aufrufe für die Jurafrage zu sensibilisieren. Durch seine Publikationen wie Le Jura des Jurassiens («Der Jura den Jurassiern»), Comment résoudre la Question jurassienne («Wie kann die Jurafrage gelöst werden») oder Berne à l’heure du choix («Bern in der Stunde der Entscheidung») verbreitete er das Thema über die Landesgrenzen hinaus. Er veröffentlichte auch Gedichte, die ihn in Frankreich bekannt machten. 1963 erhielt er den Prix des Amitiés latines, 1965 die französische Medaille für Kunst, Wissenschaft und Literatur und 1967 die Medaille des französischen Kulturverdienstes. Zwischen 1965 und 1970 veröffentlichte er acht weitere Werke. 1971 gründete er zusammen mit Pierre Fosson und Marcel Thiry in Genf die «Konferenz der französischsprachigen ethnischen Gemeinschaften», deren Generalsekretär er ab Dezember 1971 war.
Unter dem Druck von Separatisten, Antiseparatisten und dem Bund sah sich die Kantonsregierung 1969 gezwungen, dem Grossen Rat eine Verfassungsbestimmung zu unterbreiten, welche die Durchführung eines Plebiszits im Jura ermöglichte. Béguelin hatte jedoch kein Vertrauen in den Kanton Bern und liess über das Rassemblement jurassien verlauten, dass er das Plebiszit ablehne. Seiner Meinung nach sollte es vom Bund organisiert werden und nicht von «der dominanten Macht, von der man sich trennen können sollte». Er war der Ansicht, dass die Ergebnisse nicht zugunsten der Separatisten ausfallen würden. Zudem befürchtete er, dass es zu einer Teilung des jurassischen Gebiets kommen könnte, da die Antiseparatisten im Süden die Mehrheit stellten. Das Rassemblement jurassien änderte jedoch seine Meinung und stimmte dem Verfassungszusatz in der von der Kantonsregierung vorgelegten Form zu. Dieser Meinungsumschwung ist darauf zurückzuführen, dass das Plebiszit den Jurassiern eine nicht zu verpassende Chance bot, ihr Selbstbestimmungsrecht zu nutzen, auch wenn sie dabei einen Teil des historischen Territoriums verlieren würden.
Der Verfassungszusatz wurde in der kantonalen Volksabstimmung vom 1. März 1970 angenommen. Er legte die Modalitäten eines Selbstbestimmungsverfahrens im Jura fest, das aus drei Stufen von «Kaskadenabstimmungen» bestand, die als Juraplebiszite bezeichnet wurden. Beim ersten Plebiszit am 23. Juni 1974 fiel das Ergebnis zugunsten der Schaffung eines neuen Kantons aus. Die projurassische Bevölkerung versammelte sich um 20 Uhr auf dem Platz vor dem Rathaus in Delsberg, wo Germain Donzé, Roland Béguelin, Roger Schaffter und François Lachat auf dem Balkon die Ergebnisse verkündeten.

« Le Jura est libre ! »

„Der Jura ist frei!“

Bei den Plebisziten am 16. März und 14. September 1975 entschieden sich die vier Bezirke Moutier, Courtelary, La Neuveville und Laufen jedoch dafür, beim Kanton Bern zu bleiben. So stand fest, dass der neue Kanton nur aus den Delémont, Franches-Montagnes und Porrentruy im Norden bestehen würden. Es trat somit ein, was Béguelin befürchtet hatte: die Teilung des Jura. Die grundsätzliche Zustimmung zur Gründung des neuen Kantons Jura war für ihn nur ein Teilsieg, und er war der Meinung, dass der Kampf weitergehen müsse, um «die verlorenen Bezirke zurückzugewinnen».

### Politische Tätigkeiten

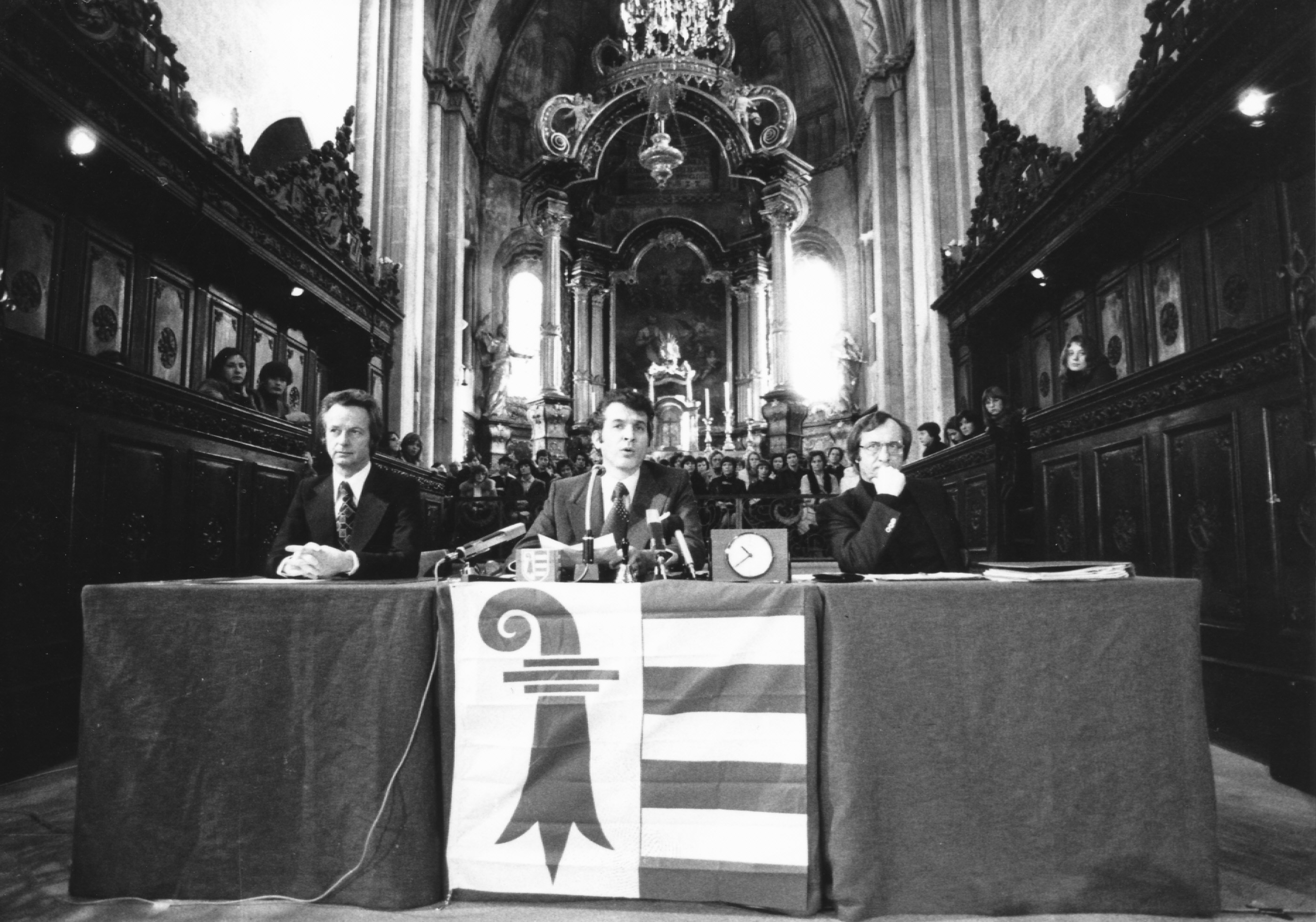
Links Roland Béguelin bei der Zeremonie der Annahme der Verfassung des Kantons Jura in Saint-Ursanne (3. Februar 1977)

Nach dem positiven Ergebnis für die Gründung des Kantons Jura erarbeitete eine verfassungsgebende Versammlung die neue Kantonsverfassung. Eine der grössten Befürchtungen Béguelins war, dass sich die künftigen Verfassungsgeber vom Bundesrat beeinflussen lassen und sich in das traditionelle politische System der Schweiz integrieren würden, was sie de facto ihre Forderungen nach Rückgewinnung der südlichen Bezirke vergessen lassen würde. Um dem entgegenzuwirken, rief er bei der Wahl der Verfassungräte die Bevölkerung dazu auf, aktive und wichtige Mitglieder des Rassemblement jurassien zu wählen. Béguelin selbst war einer der am 21. März 1976 gewählten Kandidaten. Die Versammlung nahm am 13. April 1976 ihre Arbeit auf und er amtierte als ihr Vizepräsident. Bei der Ausarbeitung setzte das Rassemblement jurassien Artikel durch, in denen es hiess, dass der Kanton Jura seinen Kampf fortsetzen und alles daran setzen müsse, die südlichen Bezirke zurückzugewinnen. Béguelin schrieb die wichtigsten Grundsätze der Grundrechtecharta des neuen Kantons in die Verfassung. Sie wurde am 20. März 1977 in einer Volksabstimmung angenommen und die Arbeit der verfassungsgebenden Versammlung endete am 6. Dezember 1978.
Nachdem der Kanton Jura mit der eidgenössischen Volksabstimmung vom 24. September 1978 ihre Unabhängigkeit auf Bundesebene erlangt hatte, wurde Béguelin am 19. November desselben Jahres als Abgeordneter in das jurassische Parlament gewählt. Allgemein hatte man von ihm erwartet, dass er sich in die jurassische Regierung wählen lassen würden, doch aufgrund seiner «strikten Unparteilichkeit» verzichtete er auf diese Option.
Am 1. Januar 1979, dem Tag, an dem der Kanton Jura offiziell seine Souveränität erlangte, wurde Béguelin offiziell Abgeordneter der ersten Legislaturperiode (1979–1983) des jurassischen Parlaments und war bis zum 31. Dezember 1979 dessen erster Präsident. Parallel dazu blieb er ein einflussreicher Akteur des Rassemblement jurassien und strebte um jeden Preis die Wiedervereinigung mit dem verbliebenen Berner Jura an. Ab den 1980er Jahren führten seine Positionen jedoch selbst im separatistischen Lager zu abweichenden und kritischen Meinungen. Beispielsweise überwarf er sich mit seinem langjährigen Wegbegleiter Roger Schaffter. Seine Positionen, die sich seit 1947 nicht geändert hatten, bestanden in der verbissenen Verunglimpfung des Berner Kantonsregierung und des Bundesrats, der seiner Meinung nach unbeweglich geblieben sei. Er definierte die Schweiz als «ein Überbleibsel aus dem Mittelalter, ein künstliches Konstrukt und ein Relikt auf Abwegen». Er wollte, dass sich der Kanton Jura als «Kampfstaat definiert und die südjurassischen Bezirke erobert, die sich entschieden hatten, bernisch zu bleiben». Die jurassische Regierung hingegen trat weniger virulent auf. Um die Spannungen nicht weiter zu schüren, beschloss sie, Dialog und Versöhnung einzusetzen, um die Antiseparatisten im Berner Jura und die Berner Kantonsregierung zu überzeugen. Béguelin betrachtete dies als einen Akt der Feigheit und machte keinen Hehl aus seiner Bestürzung und Wut. Die Beziehungen zwischen ihm und den jurassischen Behörden verschlechterten sich daraufhin und führten sogar zum Bruch. Béguelin war der Meinung, dass die jurassische Regierung nicht mehr in der Lage sei, die Interessen des Kantons zu vertreten.
Béguelin schaffte 1982 und 1986 jeweils die Wiederwahl ins Parlament. Während seiner fast zwölfjährigen Amtszeit sprach er insbesondere zu Themen wie die Wiedervereinigung des historischen Jura, die Anzahl der Wochenarbeitsstunden in der Kantonsverwaltung, den Ausbau der Flussverbindung Rhône-Rhein und des Hafens von Bourogne in Verbindung mit der Transjurane, die Übernahme des Netzbetriebs der Bernischen Kraftwerke auf jurassischem Gebiet, die Frankophonisierung von Orten, deren germanisierter Name nicht mehr den jurassischen Verfassungsnormen entspricht, die Subventionierung der Reparatur und des Wiederaufbaus von Trockenmauern in den Freibergen, die jurassische Staatsbürgerschaft, die Aufteilung der Güter zwischen den Kantonen Bern und Jura, den Schutz der französischen Sprache, den Unterricht der jurassischen Geschichte in den Schulen, die Eingliederung von Vellerat in das Gebiet des Kantons Jura oder die Versorgung des Kantons mit elektrischer Energie.

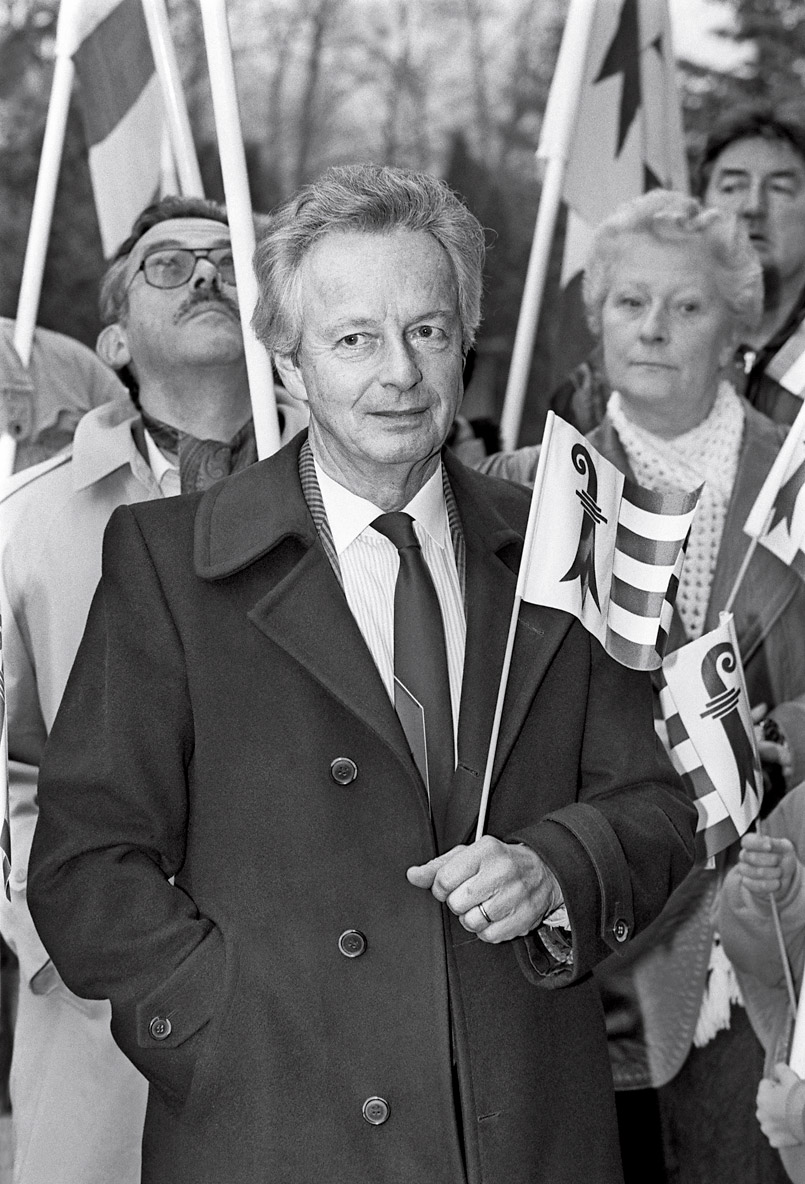
Béguelin bei einer Veranstaltung des Rassemblement jurassien (1991)

Anfang der 1990er Jahre, als der Fichenskandal aufflog, erfuhr Béguelin, dass die Bundesbehörden und die Berner Kantonspolizei ihn von 1961 bis 1988 fichiert hatten.6,36. Seine Treffen, Aktivitäten und Telefongespräche waren überwacht worden. Es gab drei Karteikartenordner über ihn, einen auf seinen Namen, einen zweiten unter dem Pseudonym Helveticus oder Ulysses und einen dritten im Dossier Jura. 1993 beantragte die Unité jurassienne, eine 1975 von Separatisten, die in den bei Bern verbliebenen Bezirken lebten, gegründete Bewegung, ihre Fusion mit dem Rassemblement jurassien. Die Fusion kam jedoch vorerst nicht zustande, da Béguelin der Meinung war, dass die Unité bereits einen Zweig des Rassemblement repräsentiere und dass durch die Fusion ihre Präsenz auf bernischem Boden eine schlechte Idee sei. Es kam zu Spannungen zwischen ihm und Pierre-André Comte, dem Präsidenten der Unité. Die Fusion kam schliesslich 1994 zustande.

### Privatleben
Roland Béguelin heiratete 1947 Marie-Louise Montandon (1920–1978), mit der er drei Töchter hatte. Vier Jahre nach dem Tod seiner ersten Ehefrau heiratete er 1982 Denise Schmidt.
Bis 1952 lebte er in seinem Heimatdorf Tramelan-Dessus, bevor er sich in Delémont niederliess. Dort kaufte er im Jahr 1965 ein Haus. Ab 1971 besass er ein weiteres Haus namens La Porte-à-Guy in Guérande in der Bretagne. Béguelin war ein begeisterter Akkordeonspieler, Pilzsammler und Angler. Er unternahm häufig Angelreisen nach Québec und in die Bretagne. Ebenso interessierte er sich für die Ausübung von Magnetismus und Hypnose.
Am 8. Juni 1991 trat Béguelin von seinem Amt als Generalsekretär des Rassemblement jurassien zurück. Im Jahr darauf gab er zwei Posten auf: jenen des Chefredaktors der Zeitung Le Jura libre, den Christian Vaquin übernahm, und jenen des Generalsekretärs der Konferenz der französischsprachigen ethnischen Gemeinschaften. Da er schwer krank war, hielt er sich ab Anfang 1993 von der Öffentlichkeit fern. Er starb am 13. September 1993 im Alter von 71 Jahren in seinem Haus in Delémont an Krebs, einen Tag nach dem 46. Fest des jurassischen Volkes, an dem er zum ersten Mal nicht teilgenommen hatte. Sein Sarg wurde in der reformierten Kirche von Delémont öffentlich aufgebahrt. Seine letzte Ruhestätte fand er auf dem dortigen Friedhof.

## Positionierungen
Während Béguelin im Kanton Jura allgemein verehrt wurde, stiess er im Berner Jura überwiegend auf Ablehnung, auch in seinem Geburtsort Tramelan. So kam es zur seltsamen Situation, dass er sich als protestantischer Südjurassier für einen Kanton einsetzte, der im Wesentlichen die katholischen Gebiete im Nordjura umfassen würde. Auch in der übrigen Schweiz war er nicht unumstritten und sah sich oft mit Kritik konfrontiert. In erster Linie war er ein glühender Verfechter des Föderalismus (der übrigens eines seiner Argumente war, auf das er sich bei seinen jurassischen Forderungen stützte). Er begann jedoch, den Föderalismus zu kritisieren, als er entdeckte, dass das politische System der Schweiz nicht in der Lage war, sich so weiterzuentwickeln, dass es einen möglichen neuen Kanton aufnehmen konnte. Er war der Meinung, dass ein solches System ineffizient sei. Béguelin war charismatisch, liebte Debatten und überzeugte die Menschen gerne mit Argumenten. Manchmal kam es jedoch zu Konflikten mit ihm, die sogar innerhalb des Rassemblement jurassien auftraten. Als dessen Generalsekretär und als Chefredaktor von Le Jura libre verfügte er über einen grossen Einfluss, was ihn manchmal dazu veranlasste, andere Mitglieder, die nicht die gleichen Ideen teilten, einzuschränken.
Obwohl Roland Béguelin unbestreitbar der politischen Linken angehörte, schrieb er Artikel für die ultranationalistische französische Zeitschrift La Nation française, in denen er seine Unterstützung für Französisch-Algerien zum Ausdruck brachte. Er erklärte seine kolonialistischen Positionen, die im Widerspruch zu seinen Vorstellungen von Selbstbestimmung standen, mit seiner überzeugten Frankophilie. Für ihn ging es darum, «die französische Ethnie sowie die Position Frankreichs in der Welt und insbesondere in Afrika zu verteidigen». Béguelin setzte sich auch für die Unabhängigkeit französischsprachiger Minderheiten ein. Er gründete das Mouvement Romand, eine Vereinigung, die sich für eine freie Romandie einsetzte. Béguelin unterstützte den Separatismus in Québec sehr. 1979 und 1981 wurde er zum Parteitag der Parti Québécois in Montreal eingeladen. Er war ein guter Freund von René Lévesque und initiierte 1983 das erste Kooperationsabkommen eines Kantons mit einer ausländischen Region. Darüber hinaus unterstützte er frankophone Separatistenbewegungen in Wallonien, im Aostatal und in Akadien.
Als überzeugter Frankophiler bewunderte Béguelin Frankreich und die französische Kultur. Seine Vorbilder waren Charles de Gaulle und Napoleon Bonaparte, wobei er von letzterem ein Porträtbild in seinem Büro hatte. Er äusserte sich in ethnischer und theoretischer Weise über die französischsprachigen Völker und zeigte bisweilen seine Verachtung für germanische Sprachen. Mit seinen Ideen zur Bewahrung der französischen Sprache erwarb er sich bei seinen Kritikern den Ruf, eigentlich ein französischer Nationalist zu sein. Als proeuropäischer, toleranter und offener Mensch war Béguelin der Ansicht, dass die Jurassier das Recht hätten, sich auf die französische Kultur zu berufen. Er äusserte sogar den Wunsch, dass der Jura und mit ihm die französischsprachige Schweiz an Frankreich angeschlossen werden sollten. Seiner Meinung nach war der Kanton Jura «nur eine Etappe auf dem Weg zu einem vereinten Europa, das die ‹falsche Grenze›, die ihn von Frankreich trennt, abschaffen wird.»

## Ehrungen

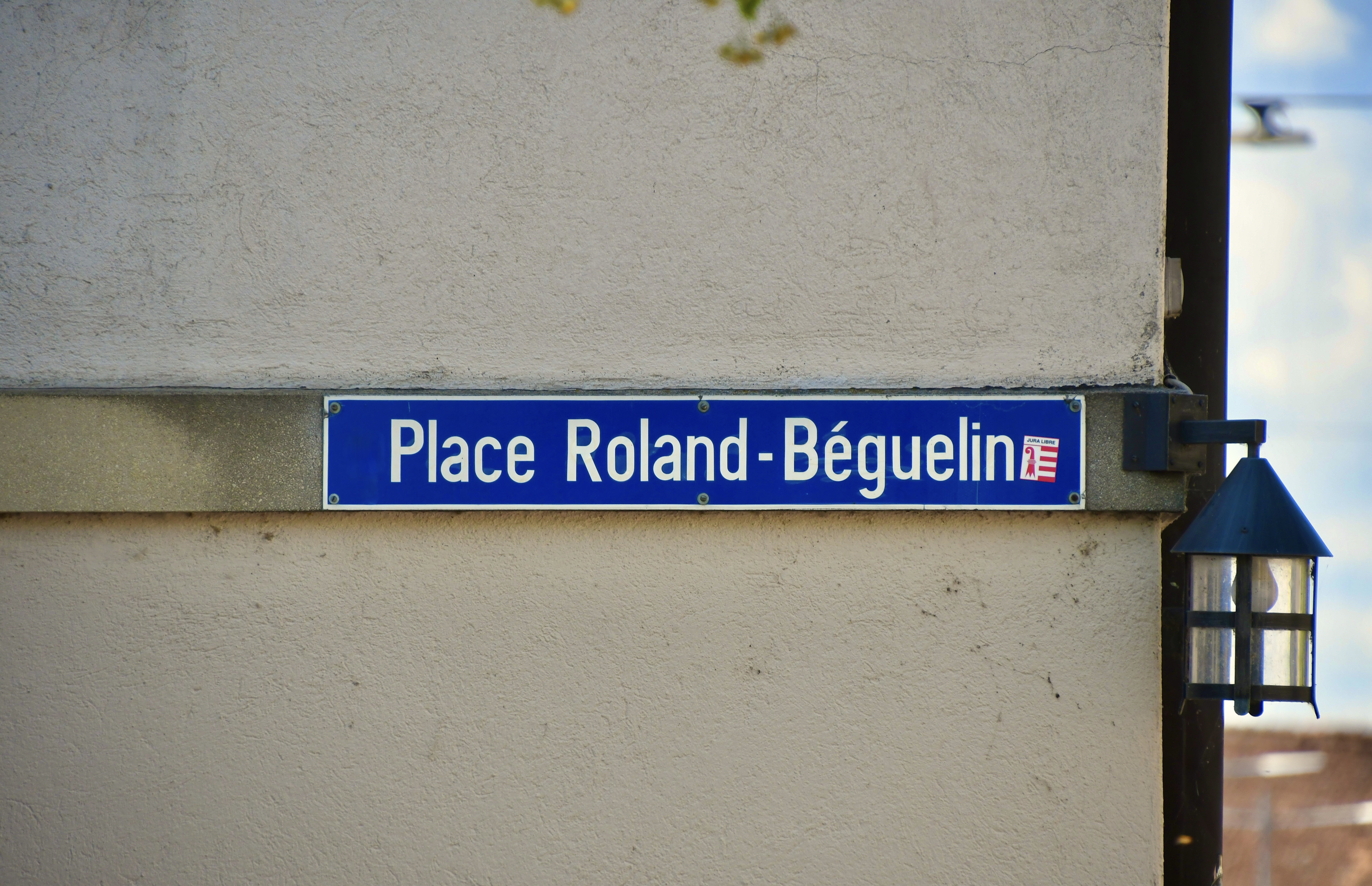
Strassenschild in Delémont

Das Mouvement autonomiste jurassien ehrt Roland Béguelin sehr oft, beispielsweise im Rahmen von Gedenkfeiern zu seinem Geburts- oder Todestag. Das Jurassische Kantonsarchiv besitzt einen Archivbestand, der alle bekannten Archive über Roland Béguelin umfasst. Anlässlich seines 100. Geburtstags wurde ein privater Bestand an Fotoarchiven online gestellt.
Einige Bücher berichten über das Leben Béguelins. Dazu gehören Roland Béguelin, ou la conscience du Jura von Claude Froidevaux oder Roland Béguelin, le combat pour la liberté von Jean-Paul Bovée. Mehrere Gemeinden haben Plätze oder Strassen nach Béguelin benannt. Nachfolgend eine unvollständige Liste:
- Delémont (1993)
- Vellerat (1993)
- Moutier (1994)
- Alle (1994)
- Porrentruy (1994)
- Saint-Ursanne (1994)
- Fontenais (1995)
- Saignelégier
- Courrendlin
- Chevenez

## Werke

### La Nouvelle Rauracienne

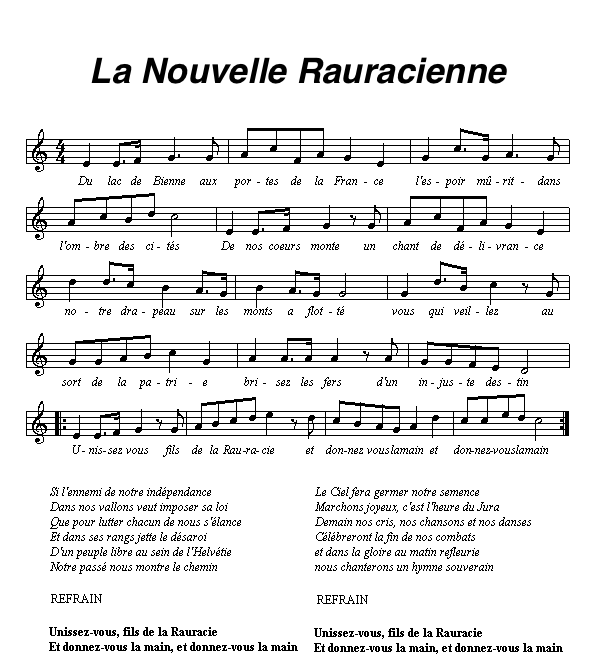
Notenblatt und Text von La Nouvelle Rauracienne

1950 überarbeiteten Roland Béguelin und Roger Schaffter das im Jahr 1830 von Xavier Stockmar komponierte Volkslied La Rauracienne, das vom Freiheitsdrang der Jurassier handelt. Sie passten den Text an die moderne Zeit an und machten das Lied als La Nouvelle Rauracienne zur Hymne der jurassischen Separatisten. 1990 erklärte das jurassische Parlament dieses Lied zur offiziellen Hymne des Kantons Jura.

### Veröffentlichungen
Roland Béguelin veröffentlichte zahlreiche Gedichte, Essays, Kurzgeschichten und Texte in der Zeitschrift La Revue Transjurane, deren Herausgeber er war. Ausserdem betreute er 1970 und 1971 Sur Parole, die literarische Beilage der Zeitung Le Jura libre, sowie von 1957 bis 1958 die Zeitschrift Miroirs im Verlag Compagnons de la Marjolaine.
Er hat mehrere literarische Werke veröffentlicht, darunter:
- Voie sacrée, 1943
- Comment on germanise le Jura, 1945
- L’aspect économique et financier de la Question jurassienne, 1948
- Le réveil du peuple jurassien 1947–1950 (mit 24 Karikaturen von Laurent Boillat), 1952
- Noël au pays des grands toits (illustriert mit sechs Holzschnitten von Laurent Boillat), 1953
- La force financière du Jura, 1955
- Le centenaire non célébré (1815–1915), 1957
- Le Jura des Jurassiens, 1963
- Comment résoudre la Question jurassienne (mit Roger Schaffter), 1963
- Berne à l’heure du choix (mit Roger Schaffter), 1964
- Europe-Jura, 150e anniversaire du Congrès de Vienne, 1965
- Protection ethnique et revision de la Constitution fédérale, 1966
- L’Autodétermination, 1967
- Histoire et procès du Front de libération jurassien, 1967
- Les voies de la négociation, 1968
- Bras tendus, 1968
- Domination bernoise et parti socialiste, 1969
- Contrecœur (mit Zeichnungen von Paul Bovée), 1970
- Un faux témoin : la Suisse, Paris-Lausanne-Montréal, 1973
- L’autodisposition du peuple jurassien et ses conséquences (mit Roger Schaffter), 1974
- La Germanisation du Jura, 1975
- La Question jurassienne en 1980, 1980
- Les racines de l’unité jurassienne, 1982
- Quarante ans plus tard (mit Alain Steulet), 1987